# کارن ۲۶۵۱
سیارک ۲۶۵۱ (به انگلیسی: 2651 Karen، نامگذاری:1949QD) دو هزار و ششصد و پنجاه و یکمین سیارک کشف شده‌است که در ۲۸ اوت ۱۹۴۹ کشف شد.
قدر مطلق سیارک برابر ۱۱٫۱۰ است.